# Panhandle (Teksas)
Panhandle je gradić u američkoj saveznoj državi Teksas. Prema popisu stanovništva iz 2010. u njemu je živjelo 2.452 stanovnika.